# Bhawania myrialepis
Bhawania myrialepis är en ringmaskart som beskrevs av Schmarda 1861. Bhawania myrialepis ingår i släktet Bhawania och familjen Chrysopetalidae. Inga underarter finns listade i Catalogue of Life.